# John McCarthy (informaticus)
John McCarthy (Boston, 4 september 1927 – Palo Alto, 23 oktober 2011) was een Amerikaans informaticus die vooral bekend is om zijn werk in de kunstmatige intelligentie, een term die hij geopperd heeft. Hij was tevens de bedenker van de programmeertaal Lisp. In 1971 ontving hij de Turing Award voor zijn bijdragen aan de kunstmatige intelligentie.

## Biografie
McCarthy was de zoon van John Patrick en Ida Glatt McCarthy. Na de Belmont High School in Los Angeles studeerde hij wiskunde aan de California Institute of Technology, waar hij in 1948 de graad van Bachelor of Science behaalde. In 1951 promoveerde hij in hetzelfde vakgebied aan de Universiteit van Princeton. Hij werkte achtereenvolgens kortstondig te Princeton, Stanford, Dartmouth en het MIT. Bij deze laatste was hij medeoprichter van het Project MAC, een onderzoeksproject naar kunstmatige intelligentie. Hij verliet MIT echter in 1962 en werd aangesteld als hoogleraar aan de Stanford-universiteit. Hier bleef hij de rest van zijn loopbaan, tot zijn emeritaat in 2000. Hij werkte er onder meer aan het opzetten van het laboratorium voor kunstmatige intelligentie van Stanford.

## Wetenschappelijk werk
- McCarthy introduceerde de term kunstmatige intelligentie tijdens een voordracht bij de Dartmouth Conference in 1955.
- De specificaties van zijn programmeertaal Lisp publiceerde hij in 1960 in de Communications of the ACM.
- In 1961 publiceerde McCarthy een paper getiteld A Basis for a Mathematical Theory of Computation, in 1962 uitgebreid met Towards a Mathematical Science of Computation. In deze publicaties schetste hij de — volgens hem noodzakelijke — ontwikkeling voor een sterk formalistische, wiskundige basis voor de informatica. Meer dan 40 jaar later kunnen deze papers vrijwel dienstdoen als plattegrond voor de ontwikkeling van de formele informatica zoals deze echt heeft plaatsgevonden.
- In 1969 formuleerde hij samen met Patrick J. Hayes het frame-probleem in Some philosophical problems from the standpoint of artificial intelligence.
- McCarthy heeft zich, als onderdeel van zijn interesse voor kunstmatig intelligente systemen, toegelegd op de behandeling van formele talen. In de eerder genoemde publicaties introduceerde hij al het idee van een abstracte syntaxis voor formele talen, een concept dat zich sindsdien ontwikkeld heeft tot de kern van de compilerbouw en het begrip dat informatici van compilatie hebben. Van McCarthy's hand is ook het paper Correctness of a Compiler for Arithmetic Expressions, wat mogelijk (maar niet zeker) het eerste, formele bewijs van correctheid is van een compiler voor een formele taal.

1966: Alan J. Perlis ·
1967: Maurice V. Wilkes ·
1968: Richard Hamming ·
1969: Marvin Minsky ·
1970: J.H. Wilkinson ·
1971: John McCarthy ·
1972: Edsger Dijkstra ·
1973: Charles W. Bachman ·
1974: Donald E. Knuth ·
1975: Allen Newell, Herbert Simon ·
1976: Michael Rabin, Dana S. Scott ·
1977: John Backus ·
1978: Robert W. Floyd ·
1979: Kenneth E. Iverson ·
1980: Tony Hoare ·
1981: Edgar F. (Ted) Codd ·
1982: Stephen A. Cook ·
1983: Ken Thompson, Dennis M. Ritchie ·
1984: Niklaus Wirth ·
1985: Richard M. Karp ·
1986: John Hopcroft, Robert Tarjan ·
1987: John Cocke ·
1988: Ivan Sutherland ·
1989: William Kahan ·
1990: Fernando J. Corbató ·
1991: Robin Milner ·
1992: Butler Lampson ·
1993: Juris Hartmanis, Richard E. Stearns ·
1994: Edward Feigenbaum, Raj Reddy ·
1995: Manuel Blum ·
1996: Amir Pnueli ·
1997: Douglas Engelbart ·
1998: Jim Gray ·
1999: Frederick P. Brooks, Jr. ·
2000: Andrew Chi-Chih Yao ·
2001: Ole-Johan Dahl, Kristen Nygaard ·
2002: Ron Rivest, Adi Shamir, Leonard M. Adleman ·
2003: Alan Kay ·
2004: Vinton G. Cerf, Robert E. Kahn ·
2005: Peter Naur ·
2006: Frances E. Allen ·
2007: Edmund M. Clarke, E. Allen Emerson, Joseph Sifakis ·
2008: Barbara Liskov ·
2009: Charles Thacker ·
2010: Leslie Valiant ·
2011: Judea Pearl ·
2012: Shafi Goldwasser, Silvio Micali ·
2013: Leslie Lamport ·
2014: Michael Stonebraker ·
2015: Martin Hellman, Whitfield Diffie ·
2016: Tim Berners-Lee ·
2017: John L. Hennessy, David Patterson ·
2018: Yoshua Bengio, Geoffrey Hinton, Yann LeCun ·
2019: Patrick M. Hanrahan, Edwin E. Catmull ·
2020: Alfred Aho, Jeffrey Ullman ·
2021: Jack Dongarra ·
2022: Robert Metcalfe ·
2023: Avi Wigderson